# Katolička Crkva u Slovačkoj
Katolička Crkva u Slovačkoj je dio svjetske Katoličke Crkve, pod duhovnim vodstvom pape i Rimske kurije na prostoru Slovačke. Najbrojnija je vjerska zajednica u zemlji.
Oko 62 % slovačkog stanovništva izjašnjava se katolicima. Slovačka je podijeljena u 8 dijeceza uključujući i tri nadbiskupije. Grkokatolike okuplja Slovačka grkokatolička Crkva.
Slovačka je treća slavenska država po učestalosti katolika, nakon Poljske i Hrvatske.

## Podjela
- Bratislavska nadbiskupija sa sljedećim sufraganima:
  - Trnavska nadbiskupija
  - Nitranska biskupija
  - Žilinska biskupija
  - Banskobistrička biskupija
- Košička nadbiskupija sa sljedećim sufraganima:
  - Spiška biskupija
  - Rožňavska biskupija
- Vojni ordinarijat Slovačke

## Vanjske poveznice
- Službena stranica Katoličke Crkve u Slovačkoj